# Koromľa
Koromľa (Hongaars: Koromlak) is een Slowaakse gemeente in de regio Košice, en maakt deel uit van het district Sobrance.
Koromľa telt 520 inwoners.